# ماركو هرنانديز
ماركو هرنانديز هو لاعب كرة قاعدة دومينيكاني، ولد في 6 سبتمبر 1992 في سانتياغو دي لوس كاباليروس في جمهورية الدومينيكان.

## وصلات خارجية
- ماركو هرنانديز على موقع دوري كرة القاعدة الرئيسي (الإنجليزية)
- ماركو هرنانديز على موقعبيزبول رفرنس.كوم (الدوري الرئيسي) (الإنجليزية)
- ماركو هرنانديز على موقعبيزبول رفرنس.كوم (الدوري الثانوي) (الإنجليزية)
- ماركو هرنانديز على موقع إي إس بي إن.كوم (أم.أل.بي) (الإنجليزية)
- ماركو هرنانديز على موقع مشجعي الرسوم البيانية (الإنجليزية)